# Wenfeng, Wuxi
Wenfeng (kinesiska: 文峰) är en köping i sydvästra Kina. Den ligger i häradet Wuxi i storstadsområdet Chongqing, omkring 330 kilometer nordost om det centrala stadsdistriktet Yuzhong. Antalet invånare är 31 338. Befolkningen består av 15 614 kvinnor och 15 724 män. Barn under 15 år utgör 18,0 %, vuxna 15-64 år 70 %, och äldre över 65 år 11,0 %.